# Seychelles en los Juegos Olímpicos de Los Ángeles 1984
Seychelles estuvo representada en los Juegos Olímpicos de Los Ángeles 1984 por nueve deportistas, ocho hombres y una mujer, que compitieron en dos deportes.
El portador de la bandera en la ceremonia de apertura fue el atleta Denis Rose. El equipo olímpico seychellense no obtuvo ninguna medalla en estos Juegos.